# Skunkar
Skunkar eller stinkdjur (Mephitidae) är en familj i däggdjursordningen rovdjur med 12 arter som lever främst i Nord- och Sydamerika. Efter nyare genetiska undersökningar anses även släktet stinkgrävlingar (Mydaus) som förekommer i sydöstra Asien tillhöra skunkar.
Ordet skunk kommer via engelskan från ett algonkinspråk.

## Utseende
Skunkar väger mellan 200 gram och 4,5 kilogram. Kroppslängden ligger mellan 12 och 50 centimeter och därtill kommer en 7 till 40 centimeter lång, buskig svans. Pälsen har vanligen kontrastrika mönster. Grundfärgen är svart eller mörkbrun och sedan finns olika vita strimmor eller fläckar. Bålen är långsträckt och smal, extremiteterna är jämförelsevis korta. De främre fötterna är utrustade med långa böjda klor som används för att gräva i marken, och ibland finns mindre klor vid de bakre fötterna. Nosen är ofta långsträckt och ögonen samt öronen små.
I närheten av analöppningen finns körtlar som avsöndrar en starkt och obehagligt luktande vätska. Lukten beskrivs vanligen som en blandning av vitlök, koldisulfid och brinnande gummi. Blir en skunk hotad vänder den sig med baksidan mot angriparen och sprutar vätskan mot dennes ansikte. Vätskan sprutas i vissa fall 6 meter långt. Det tar flera dagar för skunken att återställa reserven och därför används vätskan bara motvilligt. Blir en människa träffad skadas inte huden, men illamående och huvudvärk kan uppstå. Får man vätskan in i ögat, kan det hända att man blir tillfälligt blind i några minuter.
Björnar och pumor är rädda för denna vätska och undviker angrepp mot skunkar. Bara rovfåglar försöker sig ibland på att fånga skunkar. Eftersom skunken har få naturliga fiender, är de inte särskilt lättskrämda.

## Utbredning och habitat
Medlemmar av de tre amerikanska släktena förekommer från södra Kanada till Patagonien. Släktet stinkgrävlingar förekommer på sydöstasiatiska öar som Borneo, Sumatra, Java, Palawan och mindre öar i samma region.
Skunkar föredrar öppna habitat som stäpper, halvöknar och buskland, de undviker täta skogar och träskmarker.

## Levnadssätt

### Aktivitet och beteende vid fara
Skunkar är vanligen aktiva mellan skymningen och gryningen och vistas främst på marken. De gräver antingen själva sina bon eller övertar ett bo som grävts av murmeldjur, jordekorrar eller grävlingar. De gömmer sig även i bergssprickor, trädens håligheter eller till och med i byggnader. Fläckskunkar klättrar ibland i träd. Arter av släktet Mephitis går i ide under den kalla årstiden och stannar ofta flera veckor i boet.
Individerna lever främst ensamma men de är inte speciellt aggressiva när två artfränder träffar varandra. Reviren är inte avgränsade mot varandra och överlappas ofta. Ibland används samma bo av flera individer och hos Mephitis-arterna hittas ibland 20 individer som håller vinterdvala tillsammans.
Skunkar använder den illaluktande vätskan ganska sällan. Ofta är deras kontrastrika färgsättning tillräckligt avskräckande. Hotas de fortfarande trampar de med fötterna på marken, visar tänderna, lyfter svansen och riktar analöppningen mot fienden. Fläckskunkar står vid dessa tillfällen på framtassarna. Bara när hotet är kvar sprutar de sin vätska.

### Föda
Skunkar är allätare men de föredrar animalisk föda. Skunkarnas föda består huvudsakligen av maskar och insekter men de tar även möss, hardjur, mindre fåglar, ödlor, ormar, groddjur och växtdelar. Ofta är födans sammansättning beroende på årstiden, till exempel äter de under sommaren främst insekter och frukter medan de under vintern har små däggdjur som huvudföda.

### Fortplantning
Arterna har oftast en fast parningstid som är beroende av klimatförhållanden i levnadsområdet. Hos flera arter vilar ägget efter befruktningen (nidation) innan den egentliga dräktigheten börjar. Till exempel tar det hos Spilogale gracilis åtta månader mellan parningen och födelsen men honan är bara dräktig under 40 till 65 dagar och föder sedan fyra till fem ungar. Det händer att en kull kan innehålla upp till sexton ungar. Ungarna är blinda och saknar hår. Efter cirka 35 dagar kan de gå och ett år senare är de självständiga.
De flesta skunkar dör tidigt och många klarar inte den första vintern. För strimmig skunk (Mephitis mephitis) är dödligheten 90% under första levnadsåret. De individer som överlever blir 5 till 6 år gamla i naturen. Skunkar i fångenskap blir upp till 12 år gamla.

## Systematik

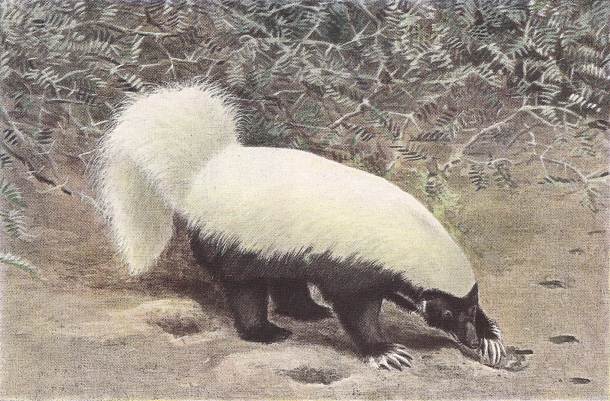
Conepatus mesoleucus

Skunkar listades länge som underfamilj till mårddjuren (Mustelidae). Det beror främst på en del likheter mellan dessa djurgrupper. Även hos mårddjuren finns medlemmar med kontrastrik pälsfärg, till exempel bandiller. Några mårddjur har likaså en illaluktande vätska som de sprutar mot fiender, bland annat honungsgrävling. Enligt nyare genetiska undersökningar är mårddjur och skunkar inte närmare släkt med varandra och därför listas de senare idag som självständig familj. I fylogenetiska avhandlingar betraktas skunkar som systergrupp till ett taxon som bildas av halvbjörnar och mårddjur.
De nu levande arterna fördelas på fyra släkten:
- Mephitis med två arter som förekommer i Nord- och Centralamerika.
- Fläckskunkar (Spilogale) med tre arter som likaså lever i Nord- och Centralamerika.
- Trynskunkar (Conepatus) med fem arter som kännetecknas av en långsträckt nos. De förekommer från Nord- till Sydamerika.
- Stinkgrävlingar (Mydaus) med två arter som lever på sydöstasiatiska öar.

## Skunkar och människor
Skunkar jagades och jagas av människan av olika skäl. En del individer dödas då de stjäl höns eller andra mindre tamdjur, medan andra dödas eftersom skunkar kan överföra rabies till människor. Exempelvis rapporterade amerikanska smittskyddsinstitutet 1 494 fall av rabies hos skunkar under 2006. Det motsvarade cirka 21,5% av alla rabiesfall hos djur. Omkring 1850 upptäcktes hur lukten kan avlägsnas från pälsen och från denna tid till kort efter första världskriget bereddes många skunkpälsar till kläder. En tid hölls djuren till och med i fångenskap för detta ändamål. Idag används skunkpäls bara i undantagsfall.
Ett annat hot är den ökande biltrafiken, särskilt i Nordamerika blir många individer överkörda på grund av att de har dålig syn.
Allmänt räknas skunkar inte till de hotade arterna, bara mindre fläckskunk och Östlig fläckskunk som tillhör släktet fläckskunkar listas av IUCN som sårbar (VU).
I vissa delstater i USA (17 stycken 2019) är skunkar tillåtna som husdjur. Licens krävs emellertid ofta, och med ett undantag (Wyoming) gäller tillståndet endast uppfödda djur, inte vildfångade.

## Populärkultur
Pepe Le Skunk är en antropomorfisk skunk som förekommer i Looney Tunes.